# Robert Gascoyne-Cecil, Hầu tước thứ 3 xứ Salisbury
Robert Arthur Talbot Gascoyne-Cecil, Hầu tước thứ 3 xứ Salisbury KG GCVO PC FRS DL;(/ˈɡæskɔɪn ˈsɪsəl/; 3 tháng 2 năm 1830 – 22 tháng 8 năm 1903), được biết đến với tên gọi Lãnh chúa xứ Salisbury, là một chính khách và chính trị gia bảo thủ người Anh, từng giữ chức Thủ tướng Vương quốc Anh ba lần trong tổng cộng hơn 13 năm. Ông cũng từng là Bộ trưởng Ngoại giao trước và trong hầu hết nhiệm kỳ của mình. Ông tránh liên kết hoặc liên minh, duy trì chính sách "sự cô lập tuyệt vời" (Splendid isolation).
Lãnh chúa Robert Cecil, còn được gọi là Lãnh chúa Salisbury, lần đầu tiên được bầu vào Hạ viện vào năm 1854 và giữ chức Bộ trưởng Ấn Độ trong chính phủ Bảo thủ của Lãnh chúa Derby 1866–1867. Năm 1874, dưới thời Benjamin Disraeli, Salisbury trở lại làm Bộ trưởng Ấn Độ, và vào năm 1878, được bổ nhiệm làm ngoại trưởng và đóng vai trò lãnh đạo trong Hội nghị Berlin. Sau cái chết của Disraeli vào năm 1881, Lãnh chúa Salisbury nổi lên với tư cách là nhà lãnh đạo Đảng Bảo thủ trong Thượng viện Anh, với Stafford Northcote lãnh đạo đảng trong Hạ viện. Ông kế nhiệm William Ewart Gladstone làm thủ tướng vào tháng 6 năm 1885 và giữ chức vụ này cho đến tháng 1 năm 1886.
Khi Gladstone ủng hộ Quy tắc gia đình cho Ireland (Home Rule for Ireland), Lãnh chúa Salisbury đã phản đối ông và thành lập liên minh với những người theo chủ nghĩa Liên minh Tự do ly khai, giành chiến thắng trong cuộc tổng tuyển cử sau đó. Thành tựu lớn nhất của ông trong nhiệm kỳ này là giành được phần lớn lãnh thổ mới ở Châu Phi trong Cuộc tranh giành Châu Phi, tránh xảy ra chiến tranh hoặc đối đầu nghiêm trọng với các cường quốc khác. Ông vẫn giữ chức thủ tướng cho đến khi Đảng Tự do của Gladstone thành lập chính phủ với sự ủng hộ của những người theo chủ nghĩa dân tộc Ireland tại cuộc tổng tuyển cử năm 1892. Tuy nhiên, Đảng Tự do đã thua trong cuộc tổng tuyển cử năm 1895, và Lãnh chúa Salisbury lần thứ ba và cũng là lần cuối cùng trở thành thủ tướng. Ông đã dẫn dắt nước Anh giành chiến thắng trong một cuộc chiến tranh gay gắt, gây tranh cãi chống lại người Boer, và lãnh đạo Đảng Liên minh giành được một chiến thắng bầu cử khác vào năm 1900. Ông nhường chức thủ tướng cho cháu trai mình là Arthur Balfour vào năm 1902 và qua đời vào năm 1903. Ông là thủ tướng cuối cùng tại vị từ Viện quý tộc.
Các nhà sử học đồng ý rằng Lãnh chúa Salisbury là một nhà lãnh đạo mạnh mẽ và hiệu quả trong lĩnh vực đối ngoại, có tầm nhìn sâu rộng về các vấn đề. Paul Smith mô tả tính cách của mình là "thần kinh sâu sắc, trầm cảm, kích động, sống nội tâm, sợ thay đổi và mất kiểm soát, khiêm tốn nhưng có khả năng cạnh tranh phi thường." Là đại diện của tầng lớp quý tộc có đất, ông giữ quan điểm phản động, "Bất cứ điều gì xảy ra sẽ trở nên tồi tệ hơn, và do đó, lợi ích của chúng tôi là càng ít xảy ra càng tốt". Searle nói rằng thay vì coi chiến thắng của đảng mình vào năm 1886 là điềm báo về một Chủ nghĩa Bảo thủ mới và phổ biến hơn, ông mong muốn trở lại trạng thái ổn định như xưa, khi chức năng chính của đảng ông là kiềm chế chủ nghĩa tự do mị dân và dân chủ thái quá. Ông thường được xếp ở cấp cao nhất trong số các thủ tướng Anh.

### Sử học
- Ellenberger, Nancy W. "Salisbury" in David Loades, ed. Reader's Guide to British History (2003) 2:1153–55
- Goodlad, Graham, "Salisbury as Premier: Graham Goodlad Asks Whether Lord Salisbury Deserves His Reputation as One of the Great Victorian Prime Ministers," History Review #49. 2004. pp 3+. online Lưu trữ ngày 20 tháng 4 năm 2008 tại Wayback Machine
- Lowry, Donal. The South African War Reappraised (Manchester UP, 2000).
- Roberts, Andrew. "Salisbury," History Today, (Oct 1999), Vol. 49 Issue 10, p45-51